# Suchá (1261 m)
Suchá (1261 m) – szczyt w Wielkiej Fatrze na Słowacji. Znajduje się w północno-zachodnim grzbiecie Rakytova oddzielającym dolinę Rakytov od dolinki opadającej na północ spod przełęczy Južné Rakytovské sedlo. Obydwie są prawymi odnogami Ľubochniańskiej doliny (Ľubochnianska dolina).
Suchą porasta las, ale dawniej na grzbiecie i górnej części bardziej łagodnych stoków zachodnich znajdowały się hale, zaznaczane na mapie topograficznej. Jeszcze obecnie są ich pozostałości, stopniowo zarastające lasem. Porośnięta lasem górna część stoków wschodnich należy do rezerwatu przyrody Skalná Alpa.